# Carl Schilling
Carl David Schilling (Trieste, 13 de setembro de 1857 – Bremen, 20 de junho de 1932) foi um pedagogo, matemático e náutico alemão.
Em 1890 foi membro fundador da Associação dos Matemáticos da Alemanha.

## Publicações selecionadas
como autor
- Die Minimalflächen fünfter Klasse mit dem Stereoscop-Bild eines Modells derselben. Dissertation, Universität Göttingen 1880.
- Der Einfluß des Deviationswinkels bei Schiffs-Kollisionen. Quelle-Verlag, Bremen 1888. (zusammen mit Heinrich Wiegand).
- Der Kompaß an Bord eiserner Schiffe. Teubner, Leipzig 1904.
- Der mathematische Unterricht an deutschen Seefahrtschulen. Teubner, Leipzig 1912 (zusammen mit Heinrich Meldau).
- Nautische Tafeln. Edition Dingwort, Hamburg 1985, ISBN 3-87166-015-9 (EA 1923, zusammen mit Heinrich Meldau und Otto Fulst).
- Steuermannskunst. Lehrbuch der Navigation. Quelle-Verlag, Bremen 1924 (EA Leipzig 1909, zusammen mit Heinrich Meldau und Otto Fulst, begründet von Arthur Breusing).

como editor
- Heinrich Olbers: Sein Leben und seine Werke, Volume 2: Briefwechsel zwischen Olbers und Gauss. Julius Springer, Berlim 1900.